# 和歌山県庁相撲部
和歌山県庁相撲部（わかやまけんちょうすもうぶ）は、公益財団法人日本相撲連盟に加盟するアマチュア相撲の強豪である。

## 概要
- 1951年6月、和歌山県知事・小野真次の一声により和歌山県庁内に創部され、早速同年秋の広島国体に出場した。小野真次は「やるからには日本一に」と、政務の合間に土俵際に座り込んで激励する好角家であった。当初は県庁の中庭での野天で稽古をしていた。
- 1962年に初の全日本実業団相撲選手権大会で団体優勝を果たして以来、全国の諸大会で団体優勝69回、個人優勝61回を記録している。特に全日本実業団相撲選手権大会においては、1983年から14連覇を果たすなど、計19回優勝を遂げている。
- 個人では、実業団横綱を8人（優勝13回）、アマチュア横綱を2人（優勝4回）輩出している。
- 2014年のアマチュア横綱・大学横綱の大道久司は、一度は和歌山県庁に就職を決めていたが、一転角界入りを決意し出羽海部屋に入門することになった。

## 個人優勝者
実業団横綱
- 野見典展（1963-1965）三連覇
- 三上満（1971）
- 冨田忠典（1981）
- 橋本剛（1985）
- 柳原清龍（1990、1991、1993）
- 矢須直（1994、1995）
- 浅田晃秀（2002）
- 冨田元輝（2016）

アマチュア横綱
- 野見典展（1965-1967）三連覇
- 冨田忠典（1980）
- 冨田元輝（2009）

※冨田忠典と冨田元輝は親子。